# 猿神王国

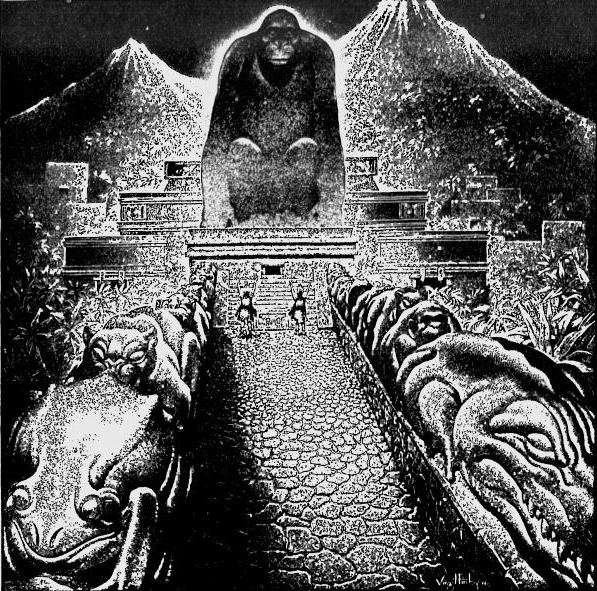
1940年9月22日出版のThe American Weeklyに掲載された猿神王国の想像図。（モルデの証言を元にイラストレーターのヴァージル・フィンレイが描いたもの。）

猿神王国（英:City of the Monkey God、西:Ciudad de Mono Dios）は、ホンジュラスのモスキティア地域のジャングルのどこかに存在するという失われた都市。この都市の域内には巨大な猿神の像が埋まっているという。
同じくモスキティア地域で語り継がれている伝説の都市、シウダー・ブランカと同一視される事がある。

## 起源
富豪でアメリカ先住民の遺物をコレクションしていたジョージ・グスタフ・ヘイがニューオリンズの医師からモスキティアの文明が製造したものとされるアルマジロの彫像を購入したことから伝説が始まる。
ヘイはこの彫像をきっかけにモスキティアのジャングルに眠る文明に興味を持ち、探検家でクリスタル・スカルの発見者として著名なF・A・ミッチェル＝ヘッジスを雇って、この文明の遺物を探索させることにした。

## 探検

### ミッチェル＝ヘッジスによる探検
1930年、ミッチェル＝ヘッジスは巨大な猿神の像が地中に埋蔵されている失われた都市がモスキティアの山奥に存在し地元民はその都市を「失われた猿神王国」と呼んでいるとの情報と、1000点超の遺物を携えてジャングルから帰還した。ミッチェル＝ヘッジスはこの探検で片目を失い、下痢やマラリアなどにも悩まされた。
この情報が引き金となり、大英博物館とヘイの共同出資で猿神王国を目指して2回目の探検が行われることになった。しかし、2度目の探検でミッチェル＝ヘッジスはモスキティアのジャングルには入らず、バイア諸島のビーチで猿神王国の噂を聴取したに過ぎなかった。

### マレーによる探検
次にホンジュラス国立博物館、同国大統領、ヘイの3者による探検が計画され、その探検者にカナダ人ジャーナリストのR・スチュワート・マレー（R. Stuart Murray）が選ばれた。マレーは1934年と1935年にジャングルに赴き、動物の彫像で装飾された石臼や象形文字が刻まれた石など王国に関連すると思われる遺物を発見した。

### モルデによる探検

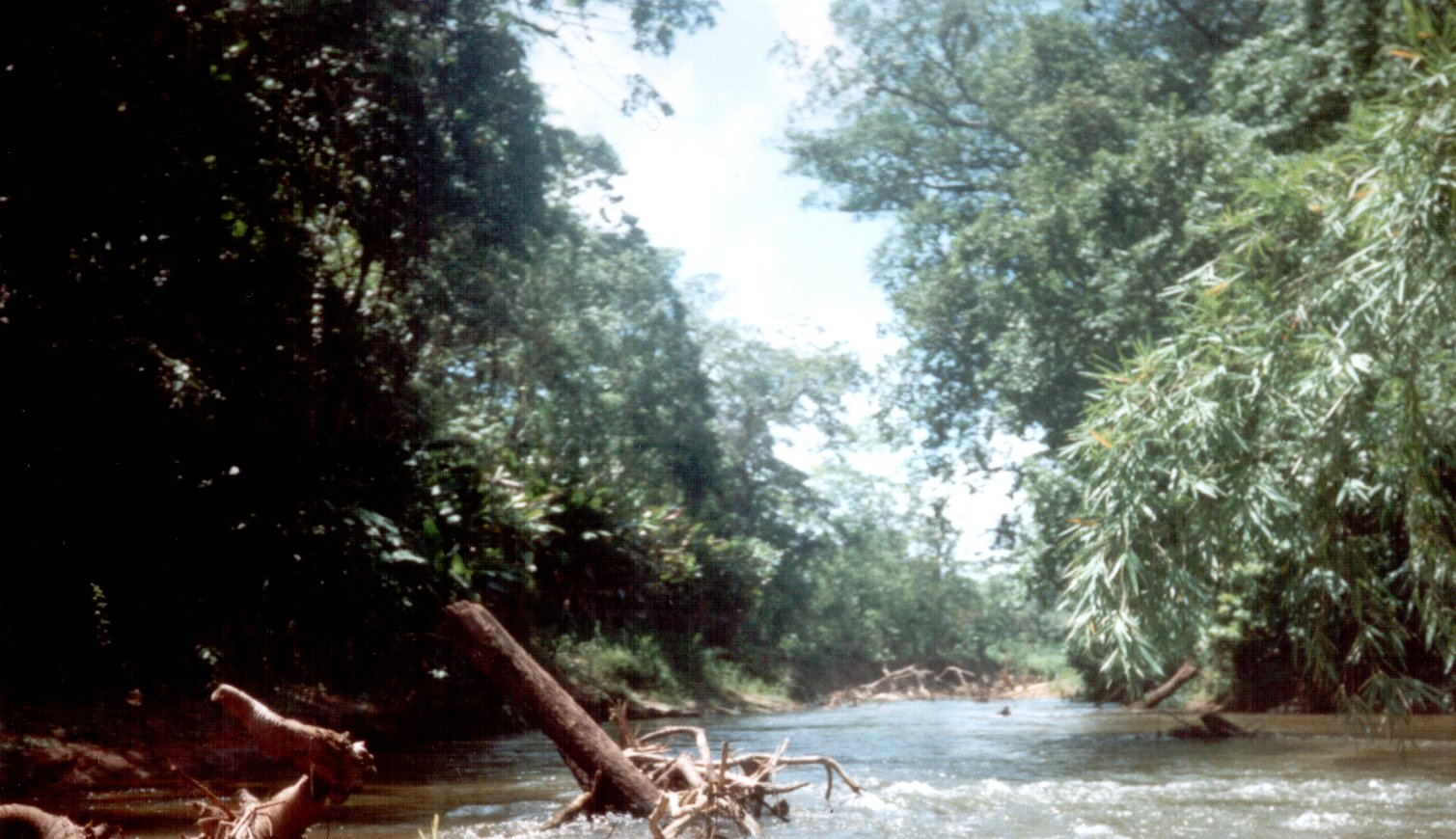
ジャングルの間を流れるプラタノ川

1940年3月、探検家のセオドア・モルデが王国を目指した。
モルデは地質学者のローレンス・C・ブラウンと共にモスキティアに入っていき、4ヶ月後の同年7月、サルの彫像を始めとする様々な遺物と共にパウラヤ川とプラタノ川の間にあるジャングルで猿神王国を発見したという知らせをもたらした。

モルデは盗掘を避けるため、死ぬまで（ヘイに対しても）王国の位置を隠し通した。また、モルデは発掘に戻る予定を立てていたがその希望は叶わなかった。
モルデの証言は数多くの人々を王国の発見に誘ったが、2016年にダグラス・プレストンがモルデの日記のコピーを入手したことで事態は急変した。
日記にはモスキティアには王国を探す為ではなく、黄金の採掘に訪れていたことが記されており、王国を発見したとされるパウラヤ川やプラタノ川の周辺に実際には近寄っていない（モルデが実際に赴いたのはブランコ川だった）ことや、持ち帰ってきた遺物も即席で調達した偽物だったことなどが赤裸々に記されていた。